# 大中臣親章
大中臣 親章（おおなかとみ の ちかあき）は、平安時代後期の公卿・伊勢神宮祭主。神祇権大副・大中臣親仲の子。官位は従三位・神祇大副、伊勢神宮祭主。南三位と号す。

## 経歴
永久3年（1115年）太神宮の造営の功で山城守に任ぜられる。大治6年（1131年）に従五位上・河内守に叙任され、保延2年（1136年）正五位下に叙せられる。
康治2年12月（1144年1月）、神祇少副に任ぜられる。久安6年（1150年）には神祇権大副に進み、仁平4年（1154年）正月に従四位下、同年8月には従四位上に叙せられた。久寿2年（1155年）正四位下に叙せられ、保元2年（1157年）第40代伊勢神宮祭主に補任される。同年神祇大副に転じ、平治元年（1159年）には従三位に叙せられて公卿に列した。永暦2年（1161年）正月29日、59歳で薨去した。

## 官歴
※以下、『公卿補任』の記載に従う。
- 時期不詳：従五位下に叙す。
- 永久3年（1115年）正月29日：山城守に任ず（造太神宮功）。
- 大治6年（1131年）
  - 正月5日：従五位下に叙す（治国）。
  - 正月21日：河内守に任ず。
- 保延2年（1136年）正月27日：正五位下に叙す（除目次。造豊受太神宮）。
- 康治2年12月15日（1244年1月21日）：神祇少副に任ず。
- 久安6年（1150年）6月25日：神祇権大副に転ず。
- 仁平4年（1154年）
  - 正月2日：従四位下に叙す（造斎宮寮中院功）。
  - 8月9日：従四位上に叙す（九月十一日造宮使賞）。
- 久寿2年（1155年）11月22日：正四位下に叙す。
- 保元2年（1157年）
  - 8月14日：祭主宣旨を蒙る。
  - 9月9日：神祇大副に任ず。
- 平治元年（1159年）11月22日：従三位に叙す（大嘗會）。
- 永暦2年（1161年）正月29日：薨去。享年59。

## 系譜
- 父：大中臣親仲
- 母：橘宗季の娘
- 妻：不詳
- 生母不明の子女
  - 男子：大中臣為親（1125-1169）
  - 男子：大中臣親家（?-1200）